# 수은고륜공주

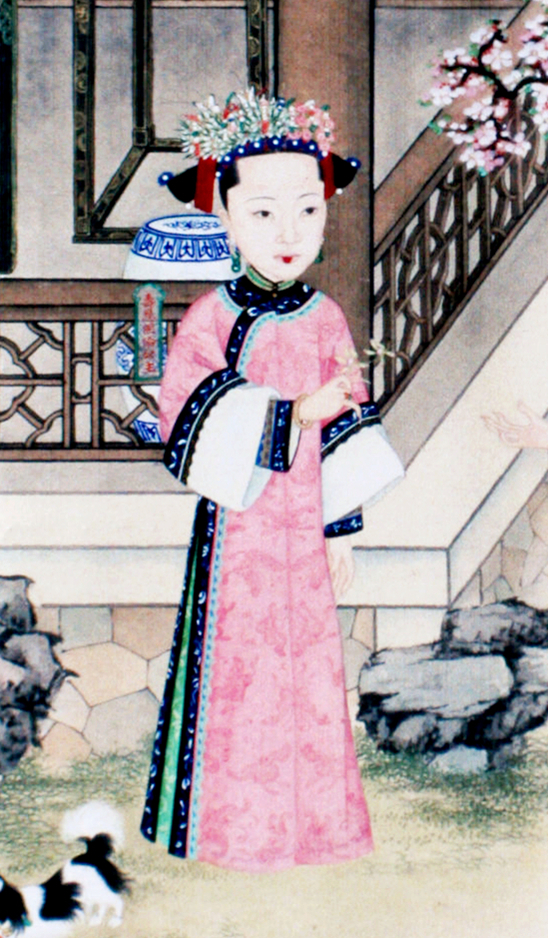

수은고륜공주(중국어: 寿恩固伦公主, 1831년 ~ 1859년)는 청나라 8대 황제 도광제와 서후 효정성황후 박이제길특씨의 딸이다.

## 생애
수은고륜공주는 도광 10년(1830년) 12월 7일에 정비(靜妃)였던 어머니 효정성황후 박이제길특씨의 장녀로 태어났다.
초봉은 화석공주였으며 도광 24년(1844년) 2월, 공주는 화석가은공주에서 고륜수은공주로 승봉되었다.
남편인 부찰 경수는 만주양황기 부찰씨 출신으로, 이벽보 4남 푸원의 후예 세찬을 지냈다.
남편 부찰 경수와는 4남 6녀를 보았는데, 그 중 아들인 부찰 지단이 함풍제의 양녀인 영수고륜공주와 혼인을 하였다.
그러나 자식들 중 몇 명이 요절하는 아픔을 겪는다.
도광 25년(1845년) 4월, 부찰 가문의 경수와 혼인을 하였고 4월 9일 은고애공주와 회향하여 예행과 경륜을 회복하였다.
수은 고륜공주의 제품은 저택과 결혼하는 은이 만이천등가 외에도 전당포가 하나 있는데, 원금이 십만 사천조, 매년 토지세가 천이백냥이다.
연은공주가 세상을 떠난 후 매년 전세와 집세, 공주의 남은 한 만양이 고현액 경수에게 배부하였다.
함풍 9년(1859년) 4월 13일 향년 30세의 나이로 세상을 떠났다.

## 가족 관계
- 부황 : 청나라 8대 황제 도광제
- 모후 : 효정성황후 박이제길특씨
  - 오빠 : 황2남 순화군왕 혁강(奕綱) - 조졸
  - 오빠 : 황3남 혜질군왕 혁계(奕繼) - 조졸
  - 동생 : 황6남 공친친왕 혁흔(奕訢)
    - 조카 : 영수고륜공주
- 시부 : 부찰 박계도
  - 남편 : 부찰 경수
    - 아들 : 부찰 지단
    - 며느리 : 영수고륜공주